# Musée municipal d'art actuel (Gand)
Le musée municipal d’art actuel (en néerlandais : Stedelijk Museum voor Actuele Kunst) est un musée belge d'art contemporain, fondé en 1957, situé à Gand.

## Historique
Le musée municipal d’art actuel est le successeur du musée d’art contemporain (Museum voor Hedendaagse Kunst). Celui-ci, fondé en 1957, ne disposait tout d’abord que de quelques salles dans le bâtiment du musée des beaux-arts. En 1975, Jan Hoet en devint le conservateur, et en 1999 le musée trouva enfin à se loger dans un lieu propre, à savoir dans le bâtiment du casino (1949), nouvellement rénové, le musée changeant alors, du même coup, son nom en Stedelijk Museum voor Actuele Kunst (S.M.A.K.). Les deux musées — musée des beaux-arts et S.M.A.K. — se sont ainsi retrouvés face à face, dans le parc de la Citadelle à Gand, en un singulier binôme muséal. Jan Hoet prit sa retraite en 2003 et fut remplacé par Peter Doroshenko puis par Philippe Van Cauteren.
La collection du SMAK est centrée principalement sur l’art moderne européen de 1950 à nos jours. Les objets que le musée héberge sont issus de plusieurs courants de l’art contemporain, tels que Cobra, le Pop Art, le Minimal Art, l’art conceptuel et l’Arte Povera. Il y a lieu de relever en particulier les installations Wirtschaftswerte de Joseph Beuys et Die Toilette d’Ilya Kabakov, et la toile Figure Sitting de Francis Bacon. Font également partie de la collection des œuvres d’artistes à réputation internationale comme Art & Language, David Hammons, Thomas Schütte ou Juan Muñoz, et de quelques grands noms belges, comme Panamarenko, Marcel Broodthaers, Thierry de Cordier (en), Hugo Debaere et Luc Tuymans.
Parmi les expositions temporaires, les plus remarquées datent de l’ère Jan Hoet. Une exposition d’un type inhabituel, dénommée Chambres d'amis (1986), où des artistes réalisaient et exposaient des œuvres dans des domiciles privés, que les visiteurs de l’exposition allaient ensuite y admirer, mérite mention particulière ; elle assura une notoriété internationale à Jan Hoet (ainsi qu’au S.M.A.K.) et contribua à le faire désigner directeur artistique de la 9e édition de Documenta en 1992.

## Collections
- Panamarenko : The Aeromodeller (1969-1971).